# لوکاس ریجستون
لوکاس ریجستون (انگلیسی: Lukas Ridgeston؛ زادهٔ ۵ آوریل ۱۹۷۴) بازیگر پورنوگرافی، کارگردان فیلم، هنرپیشه، و بازیگر سینما اهل اسلواکی است.